# 重大事件調查及災難支援系統
重大事件調查及災難支援系統（英語：Major Incident Investigation and Disaster Support System，縮寫为 ；俗稱超級電腦）是一套香港警務處刑事及保安處刑事部刑事支援科掌管的计算机软件系統，用以調查重大事件及支援災難的資料分析及身份比對。此外，亦協助災難事故中的死傷者的身份確認及查詢。重大事件調查及災難支援系統由一名總督察負責，由一名高級督察輔助。

## 功能

### 重大事件調查
在重大事件調查上，警務處可以將疑犯的年齡、性別、特徵及身高等個人資料輸入該系統，電腦將會綜合資料，抽絲剝繭進行分析，並且收窄所需要調查的範圍，篩選出最為可疑的人物供予調查人員參考。系統亦會協助人員分析犯罪手法，並且提供有關數據，就個案資料進行深入分析以協助調查事務。 

### 災難支援
在災難支援上，系統主要用作追查懷疑遇難的失蹤人士；該系統亦可以用作分析感染及懷疑感染傳染病個案等資料，以研究患者曾經接觸的人物，或是患者曾經前往的地點與病毒傳播的關係，協助追查傳染病的傳播途徑。
於2003年SARS事件期間，該系統曾經用來整理、運算和分析感染率比較高的地區、與患者有關係的人物及地點網絡叢集。配合電子地圖，人員能夠確定患者的活動範圍，同時利用分析叢集的方式，能夠追蹤曾經與患者接觸的人物及曾經前往的地點有否出現大規模感染，從而向衛生署發出熱點通報，防止大規模感染事件出現。
因應香港的獨特環境，此系統能夠正確地辨認由英語、粵语和普通話口述的中文地址，並且找出地址拼音所造成的誤差。

## 歷史
第一代重大事件調查及災難支援系統於1990年耗資540萬港元從英國購入，用以分析及處理大量的原始資訊數據。用於在重大事件協助調查嚴重和複雜罪案，以及在災難支援行動中協助處理傷亡查詢及辨認災難遇害者。
由於系統的功能限制及技術過時，警務處於2001年耗資681萬港元以第二代重大事件調查及災難支援系統取代第一代系統，第二代系統具備更大的處理容量，可以為到更多使用者提供支援，並且能夠更快捷及準確地收集數據。2007年2月起，有關香港政府部門在衛生防護中心安裝及設立了一臺工作站，以方便在疫症爆發時，向衛生署提供支援。
由於第二代系統所採用的電腦科技及系統設計過時，調查事務愈趨精密，而且系統設計並不包括在傳染病爆發期間追查曾經與患者接觸的人士等內容，無法滿足運作的要求，因此保安局於2008年6月向立法會財務委員會申請撥款4,398萬港元，發展第三代系統，預計於2011年至2012年分階段投入服務。
2004年6月，重大事件調查及災難支援系統獲得斯德哥爾摩挑戰大獎賽獎項。
2016年4月，警務處表示正式推出第三代重大事件調查及災難支援系統。

## 爭議
2019年6月，醫學界立法會議員陳沛然質疑警方透過重大事件調查及災難支援系統獲得求診人士資料，導致數名於反對逃犯條例修訂草案佔領行動受傷的示威者在醫院內被拘捕。醫管局否認事件，並指自2003年沙士事件後，就沒有傳送病人資料予警方，醫管局的電腦跟警務處亦沒有任何聯繫。。然而，根據2016年播出的《警訊》片段介紹，系統可讓警務人員掌握醫院傷者資料。

## 大事記
- 1992年－1993年 屯門色魔
- 1993年 蘭桂坊慘劇
- 1996年 嘉利大廈火災事件
- 1999年 中華航空642號班機事故
- 2003年 沙士事件
- 2003年 屯門公路雙層巴士墮坡事故
- 2004年 南亞海嘯
- 2004年 2004年印度洋大地震
- 2006年 徐步高槍擊案
- 2008年－2009年 旺角高空投擲腐蝕性液體傷人案
- 2013年 香港人於阿根廷被禁錮事件，透過傳送4張被受害人上傳到社交網站的現場環境照片進入超級電腦，根據照片攝影到環境四周的建築物的角度，配合阿根廷布宜諾斯艾利斯的三維立體地圖進行分析，成功追鎖兩名香港女子的手提電話訊息及定位兩名香港女子於阿根廷及被禁錮的房屋，協助阿根廷聯邦警察採取行動，並且檢獲槍械及證物[10]。
- 2020年 2019冠狀病毒病香港疫情：因應有一位警員參與其同僚退休飯局後被確診COVID-19，另外59位飯局參與者被列為密切接觸者；患者亦曾多次去油塘商場「大本型」一粥麵光顧。衞生防護中心因預料個案會變得較多及較複雜，故請求警方啟動重大事件調查及支援工作系統，追蹤確診個案接觸史[11]。

## 獎項
- 斯德哥爾摩科技挑戰大獎 （页面存档备份，存于）（2004年）

## 外部連結
- 「查案系統變身追蹤『炎毒』工具」，香港政府新聞網，2003年4月25日
- 「『偵緝疫症』揚威斯德哥爾摩大獎賽」，香港政府新聞網，2004年5月14日
- 「出動超級電腦 篩選可疑人物」 （页面存档备份，存于）《明報》，2007年4月14日
- 「警隊同心抗炎」 （页面存档备份，存于）《警聲》第751期，2003年5月21日